# Caloptilia coruscans
Caloptilia coruscans là một loài bướm đêm thuộc họ Gracillariidae. Nó được tìm thấy ở tây nam châu Âu và Thrace.
Ấu trùng ăn Pistacia atlantica, Pistacia lentiscus, Rhus doica, Rhus oxyacanthoides và Schinus molle. Chúng ăn lá nơi chúng làm tổ.